# Arnošt Kreuz
Arnošt Kreuz (ur. 9 kwietnia 1912 w Neštěmicach, zm. 9 lutego 1974 w Norderstedt) – czeski piłkarz pochodzenia niemieckiego występujący na pozycji napastnika.

## Kariera klubowa
Kreuz jako junior grał w zespole DSK Brüx. W 1929 roku trafił do Teplitzer FK, grającego w pierwszej lidze czechosłowackiej. Na początku 1933 roku odszedł do Sparty Praga, gdzie spędził półtora roku. Potem grał jeszcze w zespołach DFC Prag oraz SK Pardubice, gdzie w 1941 roku zakończył karierę.

## Kariera reprezentacyjna
W reprezentacji Czechosłowacji Kreuz zadebiutował 15 listopada 1931 roku w zremisowanym 2:2 meczu z Włochami. W 1938 roku został powołany do kadry na mistrzostwa świata. Zagrał na nich w przegranym 1:2 ćwierćfinałowym pojedynku z Brazylią. W latach 1931–1938 w barwach reprezentacji Czechosłowacji rozegrał łącznie trzy spotkania.